# 美麗！
《美麗！》雜誌（Schön! Magazine），是一本英文双月刊时尚杂志，于2009年6月創刊，有印刷版和线上版，也供下载。工作室在英国伦敦牛津街，Schön 是德语，其意義“美丽”。
《美麗！》的创刊目的是展现不同文化背景下，对艺术有独特激情的时尚艺术家的想法。最近一个市场调查发现，《美麗！》的讀者中54%为男性，46%为女性；年龄超过30岁的受众占总人数45%；42%受众年收入超过50,000磅；现已有23,000份杂志销售到43个国家，最近登陆中国市场。

## 外部連結
- Schön!Magazine Media Kit （页面存档备份，存于）